# Moulin-Neuf (Dordogne)

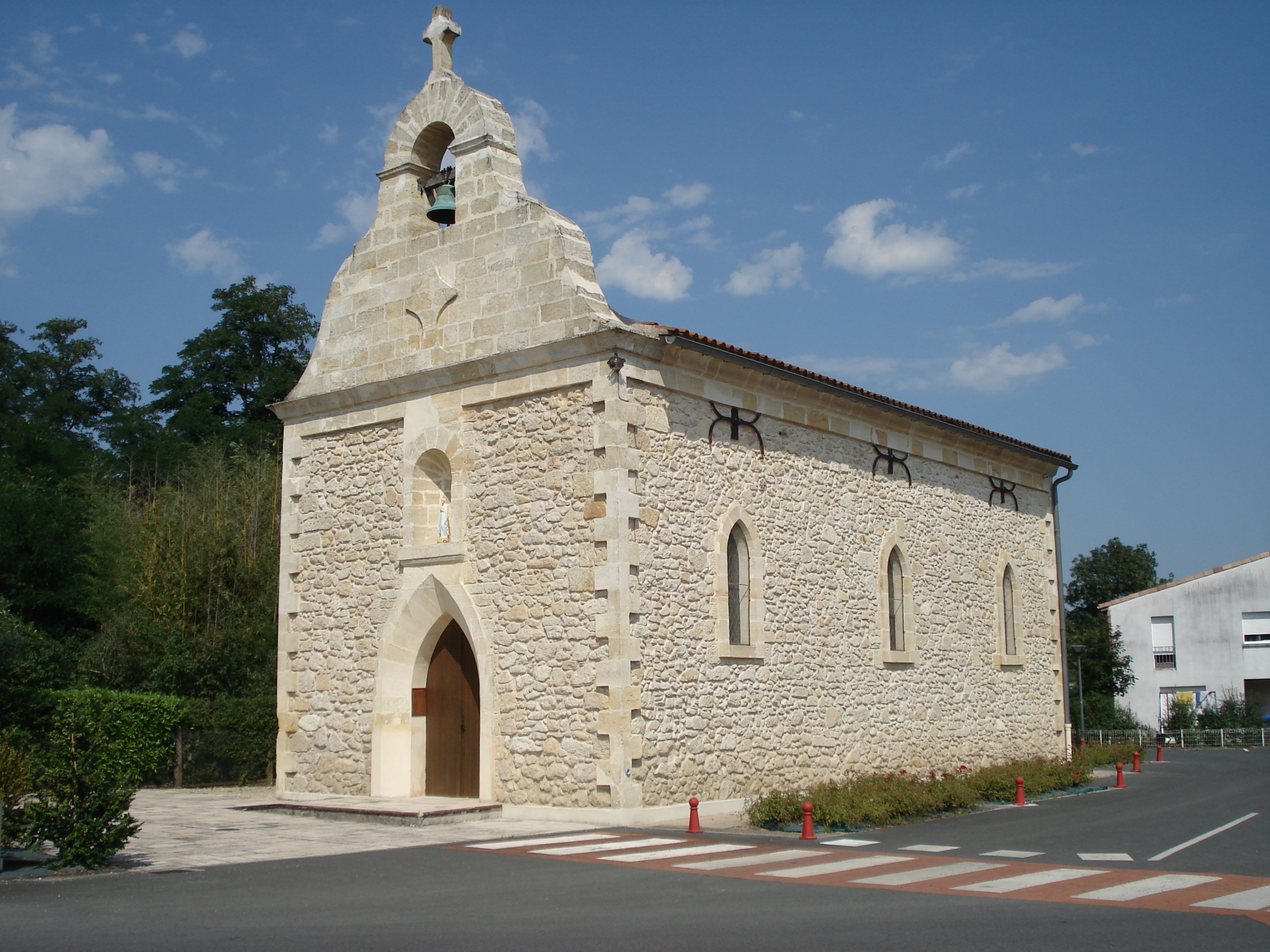
Kerk

Moulin-Neuf is een gemeente in het Franse departement Dordogne (regio Nouvelle-Aquitaine) en telt 703 inwoners (1999). De plaats maakte deel uit van het arrondissement Bergerac. Na de aanpassing van de arrondissementsgrenzen vanaf 2017 door het arrest van 30 december 2016 behoort zij tot het arrondissement Périgueux.

## Geografie
De oppervlakte van Moulin-Neuf bedraagt 8,6 km², de bevolkingsdichtheid is 81,7 inwoners per km².
De onderstaande kaart toont de ligging van Moulin-Neuf (Dordogne) met de belangrijkste infrastructuur en aangrenzende gemeenten.

## Demografie
Onderstaande figuur toont het verloop van het inwonertal (bron: INSEE-tellingen).